# Black Angels Perugia Volley 2024-2025
Questa voce raccoglie le informazioni riguardanti la Black Angels Perugia Volley nelle competizioni ufficiali della stagione 2024-2025.

## Stagione
Nella stagione 2024-25 la Black Angels Perugia Volley assume la denominazione sponsorizzata di Bartoccini-Mc Restauri Perugia.
Partecipa per la quinta volta alla Serie A1: contestualmente alla promozione guadagnata nell'annata precedente, la società muta denominazione da Wealth Planet Perugia Volley in Black Angels Perugia Volley; chiude la regular season di campionato al decimo posto in classifica, qualificandosi per i play-off Challenge Cup, dove viene eliminata al secondo turno dal Chieri '76.

## Organigramma societario
Area direttiva
- Presidente: Antonio Bartoccini
- Vicepresidente: Gianluca Gargaglia, Ciro Iacone
- Socio: Stefano Gatti
- Direttore sportivo: Remo Ambroglini
- Team manager: Cristian Borgioni, Edoardo Vagnetti
- Responsabile trasferte: Massimo Volpi
- Segreteria: Sara Chiavarini
- Responsabile palasport: Marco Miccio, Gaetano Botticella, Luigi Pellegrini, Marco Zucchini
- Area legale: Andrea Conversano
- Area amministrativa: Massimiliano Tessenda
- Dirigenti: Fidela Bartoccini, Federico Fondacci, Silvia Matacchioni

Area tecnica
- Allenatore: Andrea Giovi
- Allenatore in seconda: Guido Marangi
- Assistente allenatore: Edoardo Vagnetti
- Scout man: Edoardo Vagnetti

Area comunicazione
- Ufficio stampa: Andrea Sonaglia, Nicolò Brillo
- Social media manager: Cristian Borgioni, Chiara Cruciani
- Fotografo: Oreste Testa
- Responsabile rapporti Lega/FIPAV: Simone Palazzoni
- Responsabile tifo organizzato: Giuseppe Fidanza, Alessio Ranchella, Francesco Bulletta

Area marketing
- Responsabile marketing: Alice Merli
- Biglietteria: Sara Chiavarini

Area sanitaria
- Medico sociale: Gaspare Ritacco
- Medico: Francesco Colautto
- Ortopedico: Alessandro Massarini
- Radiologo: Angelo Ferdinandi
- Nutrizionista: Marco Ballerini
- Psicologa: Sara Lazzari
- Ginecologa: Silvia Caproni
- Podologa: Elena Terrosi
- Fisioterapista: Luca De Matteo, Mattia Iachettini
- Preparatore atletico: Gianluca Carboni, Francesco Marziali

## Rosa
| N° | Nome                    | Ruolo | Data di nascita  | Nazionalità sportiva |
| -- | ----------------------- | ----- | ---------------- | -------------------- |
| 1  | Aleksandra Gryka        | C     | 6 febbraio 2000  | Polonia              |
| 2  | Gaia Traballi           | S     | 5 febbraio 1997  | Italia               |
| 3  | Giulia Orlandi          | P     | 29 gennaio 2004  | Italia               |
| 5  | Immacolata Sirressi     | L     | 19 maggio 1990   | Italia               |
| 7  | Carolina Pecorari       | S     | 7 gennaio 2003   | Italia               |
| 8  | Maria Irene Ricci       | P     | 17 febbraio 1996 | Italia               |
| 10 | Stefania Recchia        | L     | 14 luglio 2005   | Italia               |
| 11 | Benedetta Bartolini     | C     | 5 marzo 1999     | Italia               |
| 12 | Yadhira Anchante        | P     | 19 novembre 2002 | Perù                 |
| 13 | Asia Cogliandro         | C     | 12 gennaio 1996  | Italia               |
| 14 | Anastasia Cekulaev      | C     | 1º luglio 2003   | Germania             |
| 15 | Anett Németh            | O     | 13 dicembre 1999 | Ungheria             |
| 16 | Beatrice Gardini        | S     | 1º aprile 2003   | Italia               |
| 18 | Rachele Rastelli        | O     | 22 giugno 1999   | Italia               |
| 19 | Adelina Budăi-Ungureanu | S     | 29 luglio 2000   | Romania              |

## Mercato
| Acquisti                               | Acquisti                | Acquisti             | Acquisti   |
| R.                                     | Nome                    | da                   | Modalità   |
| -------------------------------------- | ----------------------- | -------------------- | ---------- |
| S                                      | Adelina Budăi-Ungureanu | Pinerolo             | definitivo |
| C                                      | Anastasia Cekulaev      | Potsdam              | definitivo |
| S                                      | Beatrice Gardini        | Megavolley           | definitivo |
| C                                      | Aleksandra Gryka        | ŁKS                  | definitivo |
| O                                      | Anett Németh            | Pinerolo             | definitivo |
| P                                      | Giulia Orlandi          | Soverato             | definitivo |
| S                                      | Carolina Pecorari       | Adolfo Consolini     | definitivo |
| O                                      | Rachele Rastelli        | Melendugno           | definitivo |
| L                                      | Stefania Recchia        | Grotte di Castellana | definitivo |
| Trasferimenti nel corso della stagione |                         |                      |            |
| P                                      | Yadhira Anchante        | Marquette            | definitivo |

| Cessioni                               | Cessioni         | Cessioni      | Cessioni    |
| R.                                     | Nome             | a             | Modalità    |
| -------------------------------------- | ---------------- | ------------- | ----------- |
| C                                      | Princess Atamah  | Lecco Picco   | definitivo  |
| P                                      | Federica Braida  | Helvia Recina | definitivo  |
| S                                      | Dayana Kosareva  | Trentino      | definitivo  |
| L                                      | Alessia Lillacci | Trestina      | definitivo  |
| O                                      | Glenda Messaggi  | CLAI Imola    | definitivo  |
| O                                      | Ivonee Montaño   | Casalmaggiore | definitivo  |
| O                                      | Sara Turini      | Torri         | definitivo  |
| S                                      | Giulia Viscioni  | Mondovì       | definitivo  |
| Trasferimenti nel corso della stagione |                  |               |             |
| P                                      | Giulia Orlandi   | -             | rescissione |

## Risultati

### Serie A1

#### Girone di andata
| 1ª giornata - 6 ottobre 2024 PalaEvangelisti, Perugia                      | Black Angels Perugia | 0 - 3 | Bergamo 1991         | 22-25, 23-25, 19-25               |
| 2ª giornata - 13 ottobre 2024 PalaEvangelisti, Perugia                     | Black Angels Perugia | 2 - 3 | Megavolley           | 12-25, 25-19, 30-32, 25-15, 17-19 |
| 3ª giornata - 20 ottobre 2024 PalaWanny, Firenze                           | Savino Del Bene      | 3 - 0 | Black Angels Perugia | 25-15, 25-21, 25-15               |
| 4ª giornata - 26 ottobre 2024 PalaEvangelisti, Perugia                     | Black Angels Perugia | 2 - 3 | Chieri '76           | 18-25, 25-22, 14-25, 32-30, 9-15  |
| 5ª giornata - 29 ottobre 2024 Palazzetto dello Sport, Villafranca Piemonte | Pinerolo             | 3 - 1 | Black Angels Perugia | 25-19, 25-20, 23-25, 25-18        |
| 6ª giornata - 2 novembre 2024 PalaEvangelisti, Perugia                     | Black Angels Perugia | 1 - 3 | Pro Victoria         | 21-25, 19-25, 25-22, 17-25        |
| 7ª giornata - 9 novembre 2024 PalaTerdoppio, Novara                        | AGIL                 | 3 - 1 | Black Angels Perugia | 22-25, 25-22, 25-17, 25-22        |
| 8ª giornata - 17 novembre 2024 PalaEvangelisti, Perugia                    | Black Angels Perugia | 3 - 0 | Cuneo Granda         | 25-22, 25-14, 25-21               |
| 9ª giornata - 24 novembre 2024 PalaWanny, Firenze                          | Firenze              | 1 - 3 | Black Angels Perugia | 25-15, 24-26, 17-25, 22-25        |
| 10ª giornata - 1º dicembre 2024 PalaEvangelisti, Perugia                   | Black Angels Perugia | 0 - 3 | Roma Club            | 22-25, 20-25, 16-25               |
| 11ª giornata - 4 dicembre 2024 PalaPiantanida, Busto Arsizio               | UYBA                 | 3 - 1 | Black Angels Perugia | 30-28, 25-22, 23-25, 25-18        |
| 12ª giornata - 8 dicembre 2024 Palazzetto dello Sport, Latisana            | Talmassons           | 0 - 3 | Black Angels Perugia | 22-25, 23-25, 20-25               |
| 13ª giornata - 17 ottobre 2024 PalaEvangelisti, Perugia                    | Black Angels Perugia | 0 - 3 | Imoco                | 14-25, 17-25, 21-25               |

#### Girone di ritorno
| 14ª giornata - 22 dicembre 2024 PalaFacchetti, Treviglio     | Bergamo 1991         | 3 - 0 | Black Angels Perugia | 25-20, 25-20, 25-23               |
| 15ª giornata - 26 dicembre 2024 PalaCampanara, Pesaro        | Megavolley           | 3 - 1 | Black Angels Perugia | 19-25, 25-17, 25-23, 25-19        |
| 16ª giornata - 4 gennaio 2025 PalaEvangelisti, Perugia       | Black Angels Perugia | 1 - 3 | Savino Del Bene      | 28-30, 22-25, 26-24, 22-25        |
| 17ª giornata - 12 gennaio 2025 PalaMaddalene, Chieri         | Chieri '76           | 1 - 3 | Black Angels Perugia | 23-25, 25-23, 21-25, 21-25        |
| 18ª giornata - 15 gennaio 2025 PalaEvangelisti, Perugia      | Black Angels Perugia | 1 - 3 | Pinerolo             | 26-28, 25-23, 17-25, 15-25        |
| 19ª giornata - 18 gennaio 2025 Palalido, Milano              | Pro Victoria         | 3 - 0 | Black Angels Perugia | 25-16, 25-15, 25-16               |
| 20ª giornata - 26 gennaio 2025 PalaEvangelisti, Perugia      | Black Angels Perugia | 3 - 2 | AGIL                 | 25-18, 25-22, 19-25, 20-25, 16-14 |
| 21ª giornata - 2 febbraio 2025 PalaCastagnaretta, Cuneo      | Cuneo Granda         | 3 - 1 | Black Angels Perugia | 25-19, 20-25, 25-21, 25-22        |
| 22ª giornata - 12 febbraio 2025 PalaEvangelisti, Perugia     | Black Angels Perugia | 3 - 1 | Firenze              | 13-25, 25-21, 26-24, 25-23        |
| 23ª giornata - 16 febbraio 2025 Palazzetto dello Sport, Roma | Roma Club            | 2 - 3 | Black Angels Perugia | 25-19, 25-20, 22-25, 22-25, 14-16 |
| 24ª giornata - 22 febbraio 2025 PalaEvangelisti, Perugia     | Black Angels Perugia | 2 - 3 | UYBA                 | 17-25, 25-20, 25-22, 17-25, 14-16 |
| 25ª giornata - 26 febbraio 2025 PalaEvangelisti, Perugia     | Black Angels Perugia | 3 - 0 | Talmassons           | 25-21, 25-21, 25-19               |
| 26ª giornata - 1º marzo 2025 PalaVerde, Villorba             | Imoco                | 3 - 0 | Black Angels Perugia | 25-17, 25-23, 25-19               |

#### Play-off Challenge Cup
| Primo turno (andata) - 8 marzo 2025 PalaCastagnaretta, Cuneo    | Cuneo Granda         | 0 - 3 | Black Angels Perugia | 20-25, 21-25, 15-25               |
| Primo turno (ritorno) - 16 marzo 2025 PalaEvangelisti, Perugia  | Black Angels Perugia | 3 - 0 | Cuneo Granda         | 25-18, 25-17, 27-25               |
| Secondo turno (andata) - 22 marzo 2025 PalaEvangelisti, Perugia | Black Angels Perugia | 0 - 3 | Chieri '76           | 21-25, 16-25, 16-25               |
| Secondo turno (ritorno) - 30 marzo 2025 PalaMaddalene, Chieri   | Chieri '76           | 3 - 2 | Black Angels Perugia | 25-19, 16-25, 17-25, 25-22, 15-11 |

## Statistiche

### Statistiche di squadra
| Competizione | Punti | In casa | In casa | In casa | In trasferta | In trasferta | In trasferta | Totale | Totale | Totale |
| Competizione | Punti | G       | V       | P       | G            | V            | P            | G      | V      | P      |
| ------------ | ----- | ------- | ------- | ------- | ------------ | ------------ | ------------ | ------ | ------ | ------ |
| Serie A1     | 25    | 15      | 5       | 10      | 15           | 5            | 10           | 30     | 10     | 20     |
| Totale       | -     | 15      | 5       | 10      | 15           | 5            | 10           | 30     | 10     | 20     |

G = partite giocate; V = partite vinte; P = partite perse

### Statistiche dei giocatori
| Giocatore          | Serie A1 | Serie A1 | Serie A1 | Serie A1 | Serie A1 | Totale | Totale | Totale | Totale | Totale |
| Giocatore          | P        | PT       | AV       | MV       | BV       | P      | PT     | AV     | MV     | BV     |
| ------------------ | -------- | -------- | -------- | -------- | -------- | ------ | ------ | ------ | ------ | ------ |
| Y. Anchante        | 10       | 2        | 2        | 0        | 0        | 10     | 2      | 2      | 0      | 0      |
| B. Bartolini       | 30       | 129      | 67       | 54       | 8        | 30     | 129    | 67     | 54     | 8      |
| A. Budăi-Ungureanu | 29       | 219      | 175      | 17       | 27       | 29     | 219    | 175    | 17     | 27     |
| A. Cekulaev        | 30       | 213      | 139      | 64       | 10       | 30     | 213    | 139    | 64     | 10     |
| A. Cogliandro      | 5        | 1        | 1        | 0        | 0        | 5      | 1      | 1      | 0      | 0      |
| B. Gardini         | 30       | 229      | 188      | 18       | 23       | 30     | 229    | 188    | 18     | 23     |
| A. Gryka           | 23       | 79       | 51       | 22       | 6        | 23     | 79     | 51     | 22     | 6      |
| A. Németh          | 30       | 616      | 559      | 38       | 19       | 30     | 616    | 559    | 38     | 19     |
| G. Orlandi         | 3        | 0        | 0        | 0        | 0        | 3      | 0      | 0      | 0      | 0      |
| C. Pecorari        | 16       | 9        | 7        | 0        | 2        | 16     | 9      | 7      |        | 2      |
| R. Rastelli        | 28       | 13       | 10       | 2        | 1        | 28     | 13     | 10     | 2      | 1      |
| S. Recchia         | 21       | 0        | 0        | 0        | 0        | 21     | 0      | 0      | 0      | 0      |
| M. Ricci           | 30       | 60       | 26       | 20       | 14       | 30     | 60     | 26     | 20     | 14     |
| I. Sirressi        | 30       | 0        | 0        | 0        | 0        | 30     | 0      | 0      | 0      | 0      |
| G. Traballi        | 22       | 229      | 206      | 21       | 2        | 22     | 229    | 206    | 21     | 2      |

P = presenze; PT = punti totali; AV = attacchi vincenti; MV = muri vincenti; BV = battute vincenti